# شهرستان سانتا امرسون (فلوریدا)
شهرستان سانتا امرسون، فلوریدا (به انگلیسی: Santa Rosa County, Florida) یک سکونتگاه مسکونی در ایالات متحده آمریکا است که در فلوریدا واقع شده‌است.

## خصوصیات
شهرستان سانتا امرسون ۳٬۰۴۰٫۶۶ کیلومترمربع مساحت دارد.